# Regionalwahl in der Emilia-Romagna 2020
Die Regionalwahl in der Emilia-Romagna 2020 fand am 26. Januar statt; der Regionalrat und der Präsident der Region Emilia-Romagna wurden gleichzeitig gewählt.

## Wahlergebnis
| Kandidaten                                                  | Kandidaten               | Stimmen   | %    | Listen                      | Stimmen   | %    | Mandate |
| ----------------------------------------------------------- | ------------------------ | --------- | ---- | --------------------------- | --------- | ---- | ------- |
|                                                             | Stefano Bonaccinigewählt | 1.195.742 | 51,4 | Partito Democratico         | 749.976   | 34,7 | 22      |
| Bonaccini Presidente                                        | Stefano Bonaccinigewählt | 1.195.742 | 51,4 | 124.591                     | 5,8       | 3    |         |
| Emilia-Romagna Coraggiosa Ecologista e Progressista         | Stefano Bonaccinigewählt | 1.195.742 | 51,4 | 81.419                      | 3,8       | 2    |         |
| Europa Verde                                                | Stefano Bonaccinigewählt | 1.195.742 | 51,4 | 42.156                      | 1,9       | 1    |         |
| +Europa – PSI – PRI                                         | Stefano Bonaccinigewählt | 1.195.742 | 51,4 | 33.087                      | 1,5       | –    |         |
| Volt Emilia-Romagna                                         | Stefano Bonaccinigewählt | 1.195.742 | 51,4 | 9.253                       | 0,4       | –    |         |
| ↳ Gesamt                                                    | Stefano Bonaccinigewählt | 1.195.742 | 51,4 | 1.040.482                   | 48,1      | 28   |         |
|                                                             | Lucia Borgonzoni         | 1.014.672 | 43,6 | Lega Salvini Emilia-Romagna | 690.864   | 32,0 | 14      |
| Fratelli d’Italia                                           | Lucia Borgonzoni         | 1.014.672 | 43,6 | 185.796                     | 8,6       | 3    |         |
| Forza Italia                                                | Lucia Borgonzoni         | 1.014.672 | 43,6 | 55.317                      | 2,6       | 1    |         |
| Progetto Emilia-Romagna – Rete Civica Borgonzoni Presidente | Lucia Borgonzoni         | 1.014.672 | 43,6 | 37.462                      | 1,7       | –    |         |
| Cambiamo! – Il Popolo della Famiglia                        | Lucia Borgonzoni         | 1.014.672 | 43,6 | 6.341                       | 0,3       | –    |         |
| Giovani per l'Ambiente                                      | Lucia Borgonzoni         | 1.014.672 | 43,6 | 6.007                       | 0,3       | –    |         |
| Nicht gewählte Direktkandidat                               | Lucia Borgonzoni         | 1.014.672 | 43,6 | –                           | –         | 1    |         |
| ↳ Gesamt                                                    | Lucia Borgonzoni         | 1.014.672 | 43,6 | 981.787                     | 45,4      | 19   |         |
|                                                             | Simone Benini            | 80.823    | 3,5  | Movimento 5 Stelle          | 102.595   | 4,7  | 2       |
|                                                             | Domenico Battaglia       | 10.979    | 0,5  | Movimento 3V                | 11.187    | 0,5  | –       |
|                                                             | Laura Bergamini          | 10.269    | 0,4  | Partito Comunista           | 10.287    | 0,5  | –       |
|                                                             | Marta Collot             | 7.029     | 0,3  | Potere al Popolo!           | 8.048     | 0,4  | –       |
|                                                             | Stefano Lugli            | 5.983     | 0,3  | L’Altra Emilia-Romagna      | 7.830     | 0,4  | –       |
| Gesamt                                                      | Gesamt                   | 2.325.497 | 100  |                             | 2.162.216 | 100  | 49      |